# Waltham (Vermont)
Waltham – miasto w Stanach Zjednoczonych, w stanie Vermont, w hrabstwie Addison.